# Choustníkovo Hradiště
Choustníkovo Hradiště là một làng thuộc huyện Trutnov, vùng Královéhradecký, Cộng hòa Séc.